# Kostel Povýšení svatého Kříže (Linhartovy)
Kostel Povýšení svatého Kříže se nachází ve vesnici Linhartovy, v blízkosti zámeckého parku zámku Linhartovy. Empírový farní kostel je chráněn jako kulturní památka od roku 1958.

## Historie

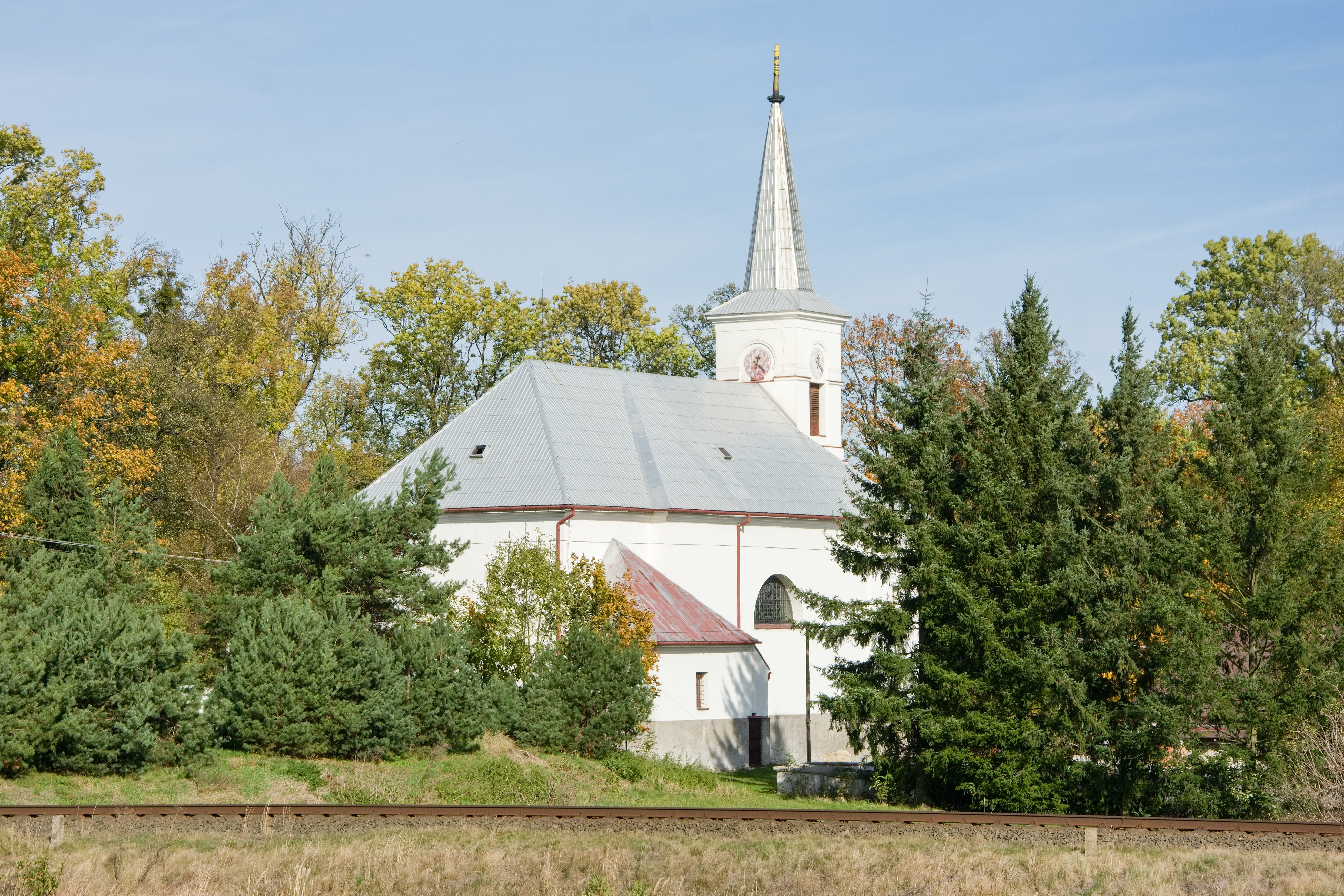

Do roku 1833 nebyl v obci Linhartovy žádný kostel a bohoslužby se konaly v zámecké kapli sv. Hyacinta na místním zámku. Tato kaple nevyhovovala potřebám věřících z kapacitních důvodů a stavebně technických potřeb. Během 20. let 19. století byly zajištěny finanční prostředky pro stavbu kostela a stavba byla započata v roce 1833 a dokončena v následujícím roce, kdy byl kostel vysvěcen.  K pořízení varhan došlo v roce 1862. V roce 1901 došlo k rekonstrukci kostela, byla provedena vnitřní výmalba malířem Gustavem Prečkem. Během první světové války byly pro válečné účely zrekvírovány mosazné svícny a malý a velký zvon, k navrácení zvonu došlo až v roce 1925. V roce 1928 proběhla výměna varhan. Během druhé světové války došlo opětovně k zabavení zvonu. Po skončení války byl do roku 1990 kostel minimálně udržován, následně byla provedena v 90. letech 20. století rekonstrukce střechy, oken, maleb, vč. restaurátorských prací na sochách.

## Popis
Kostel je postaven z cihel. Půdorys kostela je jednolodní. Kostel má odsazený pravoúhlý presbytář a obdélnou sakristii. Hlavní průčelí kostela má střední část zvýrazněnou pásovou rustikou, kterou probíhají dva toskánské pilastry. Nad středem průčelí vyčnívá hranolová věž, která je ukončená jehlancovou střechou. Celá střecha kostela je pokryta břidlicí.